# Admiral Gorškov (fregata)
La Admiral flota Sovetskogo Sojuza Gorškov (in russo Адмирал флота Советского Союза Горшков?), nota semplicemente come Admiral Gorškov (in russo Адмирал Горшков?), è una fregata missilistica multiruolo dell'omonima classe in forza alla Marina militare russa ed assegnata alla Flotta del Nord.

## Storia
La nave è stata impostata il 1º febbraio 2006 e completata il 29 ottobre 2010. Sebbene la sua entrata in servizio fosse stata prevista per novembre 2013, diverse problematiche tecniche, tra cui ritardi nella consegna di vari componenti (soprattutto a causa delle sanzioni internazionali per il conflitto con l'Ucraina) e un incendio del motore, hanno ritardato la data effettiva di consegna fino al 28 luglio 2018, vigilia della Giornata della Marina della Federazione Russa; da allora la nave è assegnata alla 43ª divisione missilistica della Flotta del Nord.